# Primo-Levi-Preis
Der Primo-Levi-Preis wurde erstmals am 10. September 2017 im Rahmen des Wissenschaftsforums Chemie 2017 von der Gesellschaft Deutscher Chemiker in Zusammenarbeit mit der Società Chimica Italiana verliehen. Er erinnert an den italienischen Schriftsteller und Chemiker Primo Levi, der als jüdischer Widerstandskämpfer nach Auschwitz deportiert wurde und überlebte. Levi gilt als bedeutender Vertreter der Holocaust-Literatur. Seine Werke widmen sich dem Gedenken an die Opfer und wenden sich gegen das Vergessen. Mit dem neu geschaffenen Primo-Levi-Preis werden Chemiker oder Wissenschaftler chemienaher Disziplinen ausgezeichnet, die sich in besonderem Maße für die Wahrung der Menschenrechte einsetzen und damit den Dialog zwischen der Chemie und der Gesellschaft voranbringen.

## Preisträger
- 2017 Roald Hoffmann, Cornell, USA. Hoffmann, selbst jüdischer Abstammung, hatte in seiner Kindheit den Holocaust unmittelbar miterlebt. Er setzt sich für die Einhaltung ethischer Grundsätze in der Chemie ein.
- 2019 Vincenzo Balzani, Universität Bologna, Italien, für sein Engagement für die sozialen und ethischen Aspekt der Wissenschaft.
- 2023 Henning Hopf, Braunschweig
- 2025 Jean-Marie Lehn, für seine Beiträge zur Chemie als transnationaler Wissenschaft[1]